# Bergamoniscus boesii
Bergamoniscus boesii är en kräftdjursart som först beskrevs av Alessandro Brian 1926.  Bergamoniscus boesii ingår i släktet Bergamoniscus och familjen Trichoniscidae. Inga underarter finns listade i Catalogue of Life.